# ثلاثي هيدروكسي البنزين
ثلاثي هيدروكسي البنزين (أو بنزينتريول) هي مركبات كيميائية عضوية تتألف من حلقة بنزين حاوية على ثلاثة مستبدلات من مجموعة الهيدروكسيل بحيث تشترك جميعها بالصيغة الكيميائية C6H6O3.
تصنف هذه المركبات العطرية على أنها فينولات، وهناك ثلاثة متصاوغات من ثلاثي هيدروكسي البنزين، وهي:
- 3،2،1-ثلاثي هيدروكسي البنزن، والمعروف بالاسم الشائع بيروغالول
- 4،2،1-ثلاثي هيدروكسي البنزن، والمعروف بالاسم الشائع هيدروكسي كينول
- 5،2،1-ثلاثي هيدروكسي البنزن، والمعروف بالاسم الشائع فلوروغلوسينول

| بيروغالول        | هيدروكسي كينول   | فلوروغلوسينول    |
| ---------------- | ---------------- | ---------------- |
| 3،2،1-بنزينتريول | 4،2،1-بنزينتريول | 5،2،1-بنزينتريول |
|                  |                  |                  |

## اقرأ أيضًا
- ثنائي هيدروكسي البنزين